# 卡德伯里山
71°21′S 66°38′W / 71.350°S 66.633°W
卡德伯里山（英語：Mount Cadbury），是南極洲的山峰，位於帕爾默地，處於內斯山東南面，屬於巴特比山脈的一部分，海拔高度1,800米，在1935年11月23日由美國探險隊發現和拍攝照片，現時由南極條約體系管理。